# Spettrometro

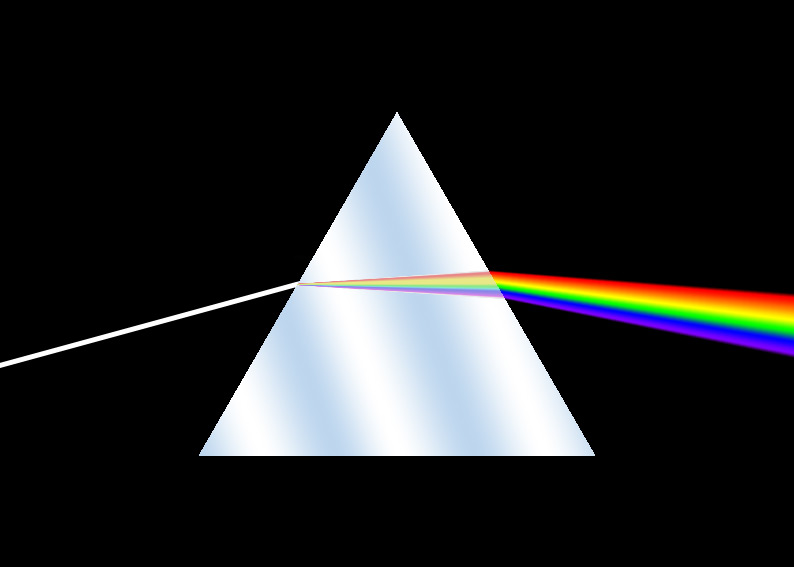
Rappresentazione schematica della dispersione di un raggio luminoso attraverso un prisma triangolare

Il termine spettrometro si riferisce a qualsiasi strumento che permette di misurare lo spettro della radiazione elettromagnetica, cioè le proprietà della luce in funzione della sua lunghezza d'onda. La maggioranza degli spettrometri sfrutta il principio dell'interferenza per decomporre la radiazione luminosa nelle sue lunghezze d'onda e misurarne l'intensità con un fotodiodo.
Esistono molti tipi di spettrometro, adeguati alla loro vastissima area di applicazioni. Le applicazioni comprendono la cosmologia, la fisica dei materiali, l'ingegneria. Normalmente gli spettrometri sono suddivisi a seconda del loro potere di risoluzione e della sezione dello spettro luminoso che possono misurare (visibile, UV, raggi X, microonde e altri).

## Tipologia dello strumento

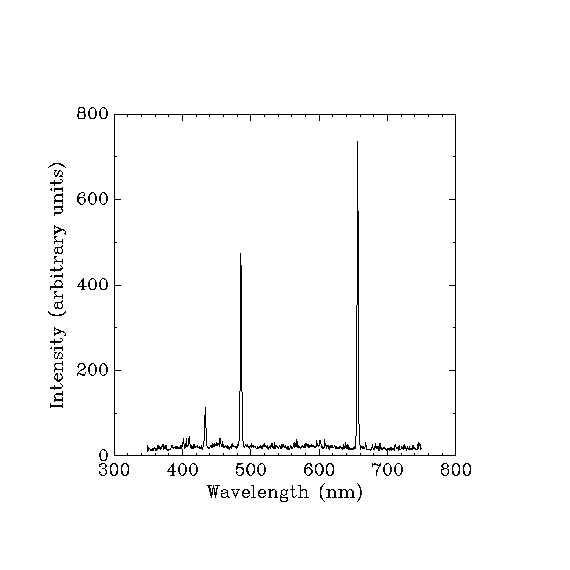
Esempio di spettro di un plasma composto da idrogeno ottenuto con un spettrometro a diffrazione a bassa risoluzione

### Spettroscopio
Lo spettroscopio è sostanzialmente simile a un comune spettrometro a diffrazione, a differenza che nel secondo il raggio scomposto della fonte viene intercettato da un qualsiasi strumento che permette una misura quantitativa delle proprietà della luce analizzata. La forma più semplice di spettroscopio è composta semplicemente da un prisma di cristallo su cui viene fatto incidere un raggio luminoso.
Per la sua intrinseca semplicità, lo spettroscopio è la forma più antica di spettrometro essendo stato utilizzato fin dai primi anni del diciassettesimo secolo per decorare lampadari e fonti di luce artificiali. Il primo ad utilizzare lo spettroscopio per scopi scientifici è stato Newton per i suoi studi pionieristici della radiazione elettromagnetica.

### Spettrometro di massa
Lo spettrometro di massa è uno strumento completamente diverso dagli spettroscopi in quanto è basato su principi non ottici. Esso permette di determinare la composizione chimica di un materiale attraverso la misurazione diretta della massa degli ioni che lo compongono.
In questo strumento gli ioni vengono accelerati da un campo elettrico e successivamente la loro traiettoria viene deviata da un campo magnetico; assumendo che tutti gli ioni abbiano la stessa carica, scelta l'intensità del campo magnetico, il raggio della curva di ogni ione dipende dalla massa dello stesso; in tale modo si possono selezionare soltanto gli ioni che assumono una determinata traiettoria facendoli passare attraverso una fessura oppure modificando la posizione del sensore, e dunque determinarne la massa. Gli ioni misurati da uno spettrometro di massa sono normalmente prodotti facendo collidere un fascio di elettroni sul materiale da analizzare. Malgrado questo strumento sia chiamato spettrometro, la sua funzione e il principio fisico che sfrutta sono fondamentalmente diversi.

### Miniaturizzazione
Nel 2025 è stato pubblicato un paper scientifico relativo alla miniaturizzazione dello spettro metro in un dispositivo di pochi millimetri quadrati che utilizza una tensione di 1 volt ed è integrabile negli smartphone.